# 妙壽宮
22°59′59″N 120°09′42″E / 22.999767345522333°N 120.16170645537153°E

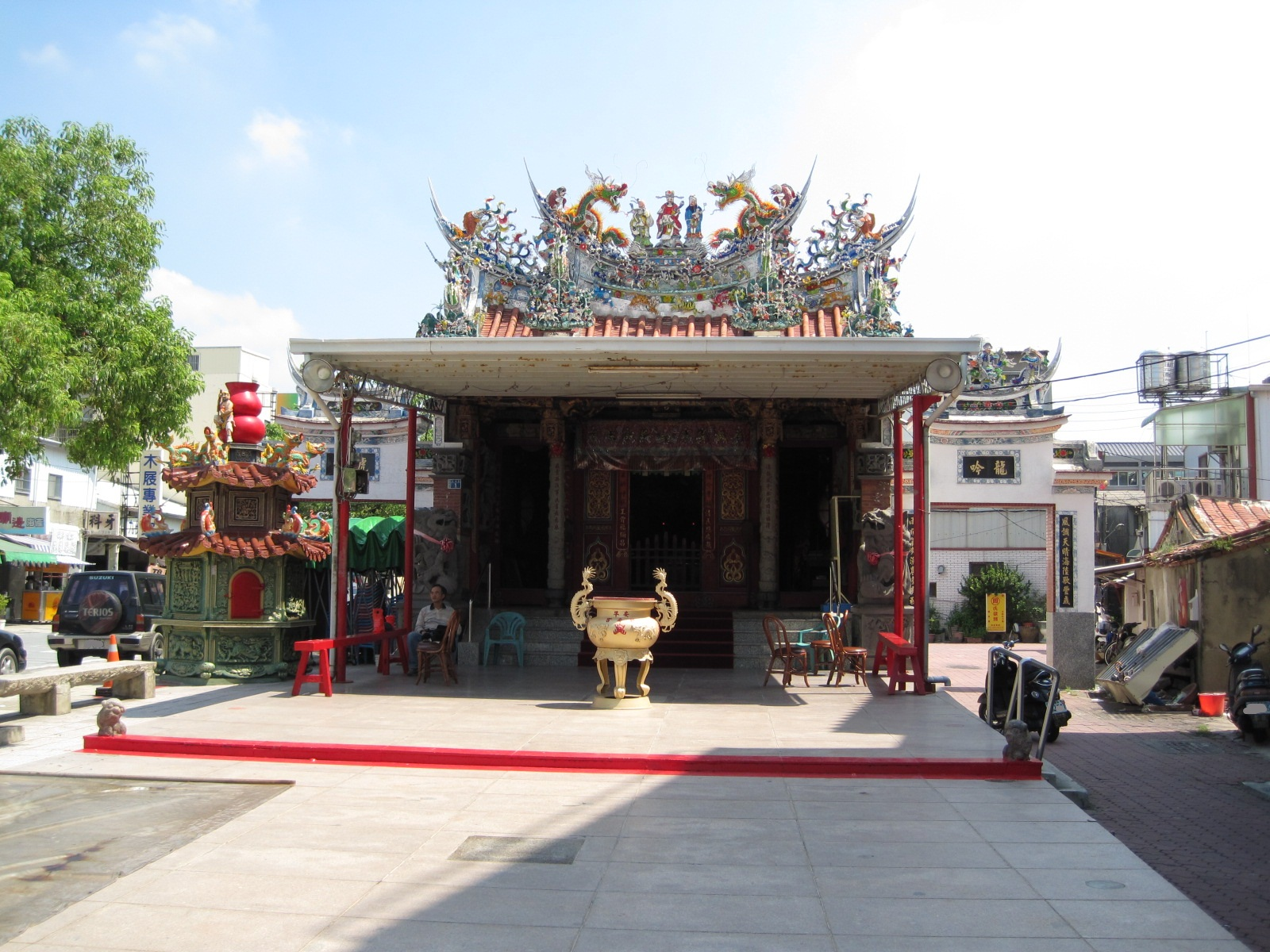
妙壽宮之正面。地上紅線兩側有小獅像。

妙壽宮位於臺灣臺南市安平區，於1985年8月19日公告為三級古蹟，後改為市定古蹟，再改直轄市定古蹟。該廟也是安平六社之一的囝仔宮社（妙壽宮社）的角頭廟（境主廟）。廟中的保生大帝神轎，在2009年1月9日公告為一般古物。
妙壽宮別稱「囝仔宮」，其由來據說是因為該廟昔日廟埕寬廣，有許多兒童會來這裡玩耍。另一別稱「港仔宮」，則據說是因為該廟位於港口碼頭邊。

## 沿革

### 立廟由來

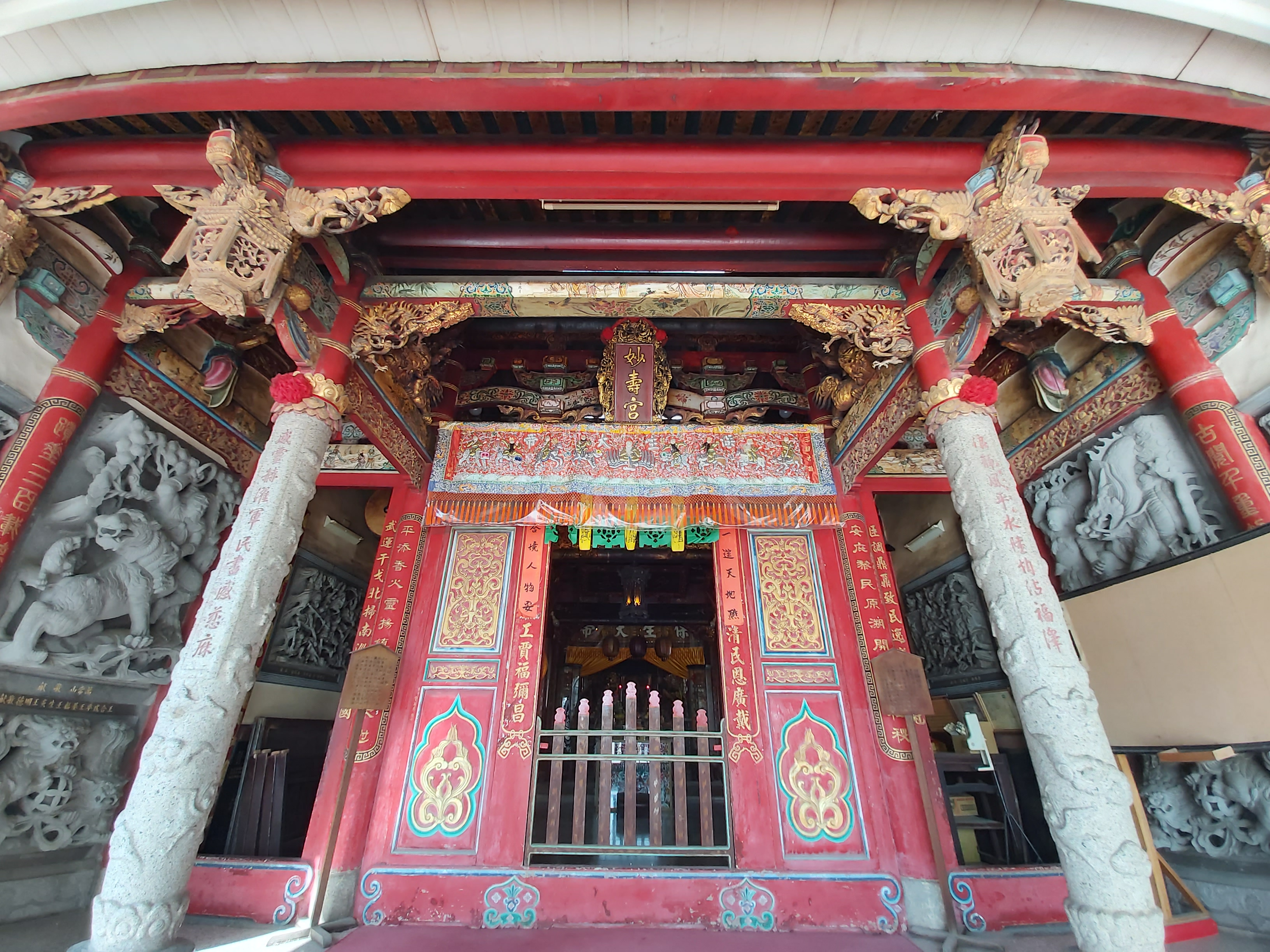
廟門、石柱與牌匾

關於該廟的由來，相傳是在明鄭時期，有一艘載有神像的王船被當地居民撿到，搭建茅草屋供奉。而後有一對兄弟，哥哥名「妙」，弟弟名「壽」，兩人合捐妙壽宮現址土地，廟名則來自兩兄弟之名。不過該廟廟名由來另有一說，是來自保生大帝之封號「恩主昊天醫靈妙惠真君萬壽無極保生大帝」。
而到了清乾隆二十年（1755年）時，當地居民將供奉昔日拾得之漂流王船的小廟改建成磚造廟宇，並迎來白礁保生大帝之分靈為主神。不過依據《鳳山縣志》（1720年）之記載，康熙年間在安平鎮有三座「慈濟宮」，有人認為其中之一即是妙壽宮:115、306。

### 發展
而清治嘉慶元年（1796年）與道光十六年（1836年）時有再整修過，於同治六年（1867年）在廟之右側加建王船室以供奉王船「金萬安號」。
而在日治時期，該廟在大正二年（1913年）由當地居民林松、歐國、李欽、周文彩倡修，昭和十八年（1943年）曾大陣、周頂山、林桃、歐山再次發起重修。而到了民國六十九年（1980年），由於擴建古堡街的關係，而拆除了廟右廂房與原王船室，信徒們遂隔著古堡街重建了王船室。民國七十四年（1985年）因妙壽宮地勢低窪常會海水倒灌，又年久失修，遂再次重建並將整座廟宇擡高。

## 建築特色
該廟座北朝南而略偏西，由三川殿、拜亭、主殿所組成，而為了避免海邊風沙，所以三處屋頂是完全相連的。其中三川殿與主殿為硬山頂，拜亭則為捲棚頂。
該廟廟埕有一對小石獅子，據說是位久試不中的窮舉人在考上進士後所捐。廟宇三川門前的兩根道光十六年（1836年）蝙蝠石柱原為海山館所有，為澎湖水師協副將王得祿所贈（上有其署名），是因日治時期海山館變成民宅才移至該廟。石柱而該廟三川殿側門門神所繪為三十六官將，拜亭、正殿間的側門則繪有二十四節氣。

## 祀神

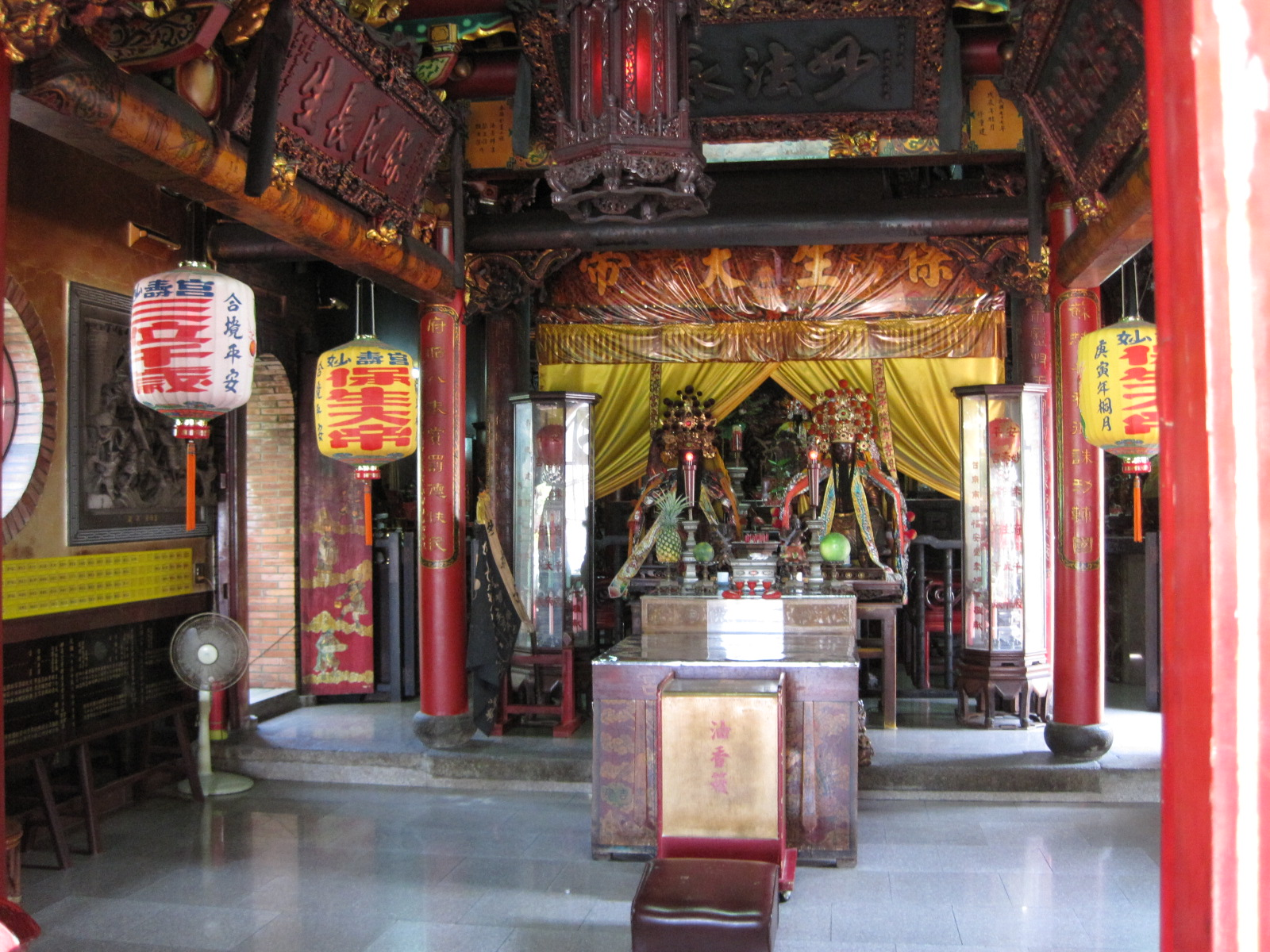
正殿。

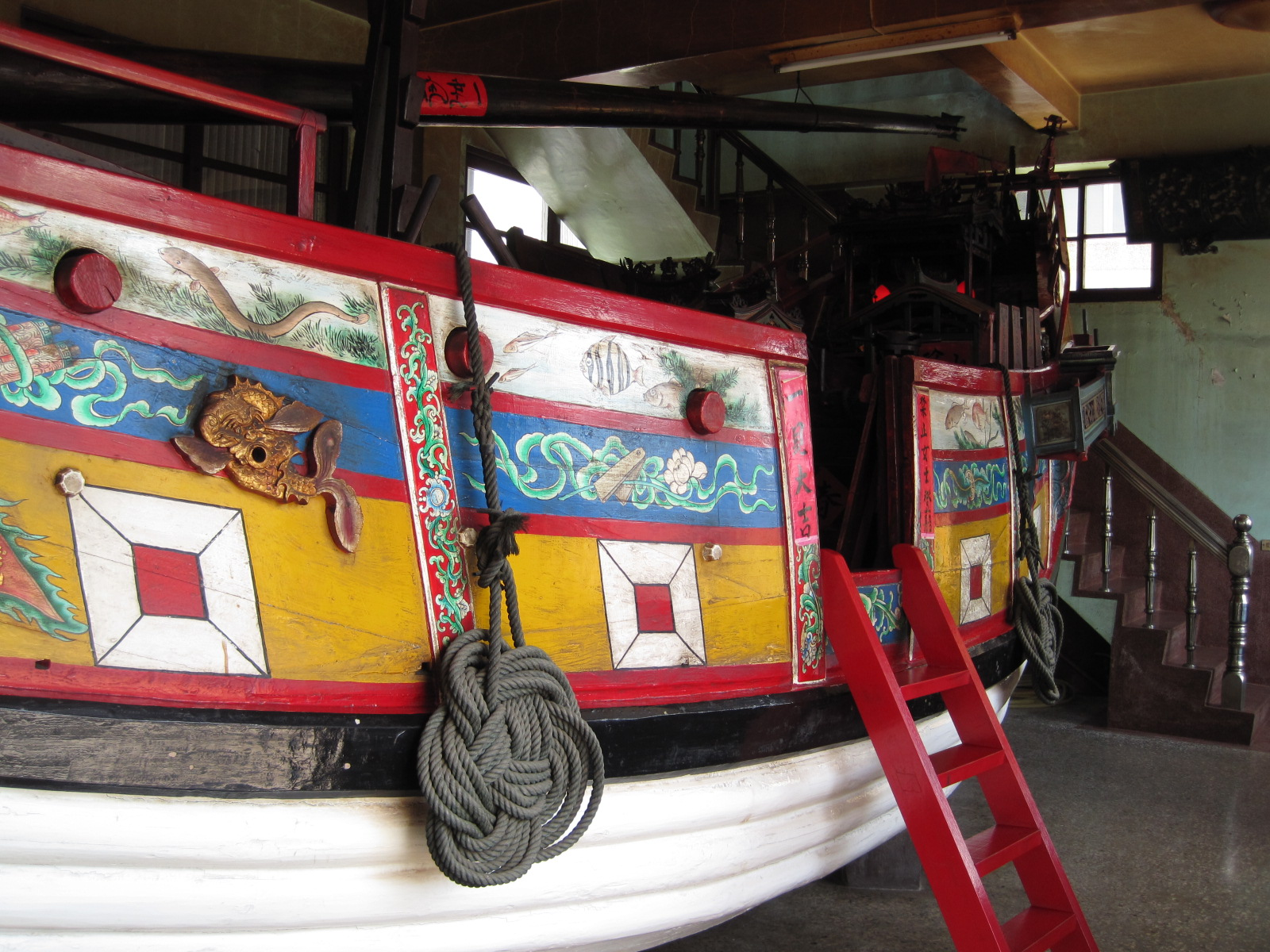
王船室內的王船「金萬安號」。

妙壽宮除主祀保生大帝外，另有供奉朱府千歲、蘇府千歲、朱府千歲夫人、勤李何紀仙姑、李府千歲、太白千歲、劉元帥、張天師、蒼府千歲、池府千歲、黃府千歲、註生娘娘、福德正神。

## 傳說
- 建廟傳說：關於妙壽宮的由來有更接近神話的傳說。傳說過去朱府千歲神遊到妙壽宮附近時，見到此為吉地，想駐留於此享受香火，但該地已經是孫妙、孫壽兄弟所有[1]。於是朱府千歲託夢給兩人，說明其心意[1]。後來兩兄弟出海捕魚時，忽然從天上傳來鑼鼓聲，兩兄弟循聲而去撿到了一塊木頭[1]。這塊木頭後來請人雕刻成神像，搭蓋草寮供奉朱府千歲[1]。因當時兩人與神明有約定要留下姓名，廟名便使用兄弟倆的名取作「妙壽宮」[1]。而朱府千歲雖然是開基神明，但後來某天大道公神遊至此時，朱府千歲請大道公留下來，讓出主神的位置，所以妙壽宮才變成保生大帝廟[1]。
- 大道公與許金河：許金河是安平港仔尾社的人，在20歲那年家中香爐某天突然發爐，遂去請教港仔尾社的神明，結果神明指示他要去找妙壽宮大道公才能解決[1]。許金河便從運河跪著爬到妙壽宮，懇求大道公為其解厄[1]。是後家裡平安順遂，他便在每年大道公誕辰時請歌舞團到廟前表演[1]。
- 二蘇王與大陣叔仔
  - 有人名叫許添壽，是妙壽宮內普庵教主的「小法團」成員[1]。據說普庵教主曾向他示警近期內會犯酒毒，要他三天內不可喝酒，結果卻在第三天晚上應邀到友人家裡喝喜酒時，因為友人盛情難卻，而且心想第三天也快結束了，就喝了半杯啤酒，結果一喝下去便出事[1]。而後普庵教主降駕，將他帶到妙壽宮[1]。廟中人員見狀乃去找二蘇王之小法大陣叔仔來幫忙，而大陣叔仔一來先用銀針替他放血，而後二蘇王起乩，求大道公派藥醫治[1]。而後眾人在大道公指示下熬煮了「天藥」，許添壽一喝下便甦醒，過不久後便恢復健康[1]。
  - 有一次大陣叔仔病重，二蘇王降駕指示他兒子去取大道公手上的疏珠，以水煎煮，再將水給大陣叔仔喝，結果大陣叔仔就逐漸康復[1]。後來又過數年，大陣叔仔又病重，原本想再去取疏珠煮水，卻發現疏珠不知去向，有人認為這是大陣叔仔陽壽已盡之故[1]。

## 圖片

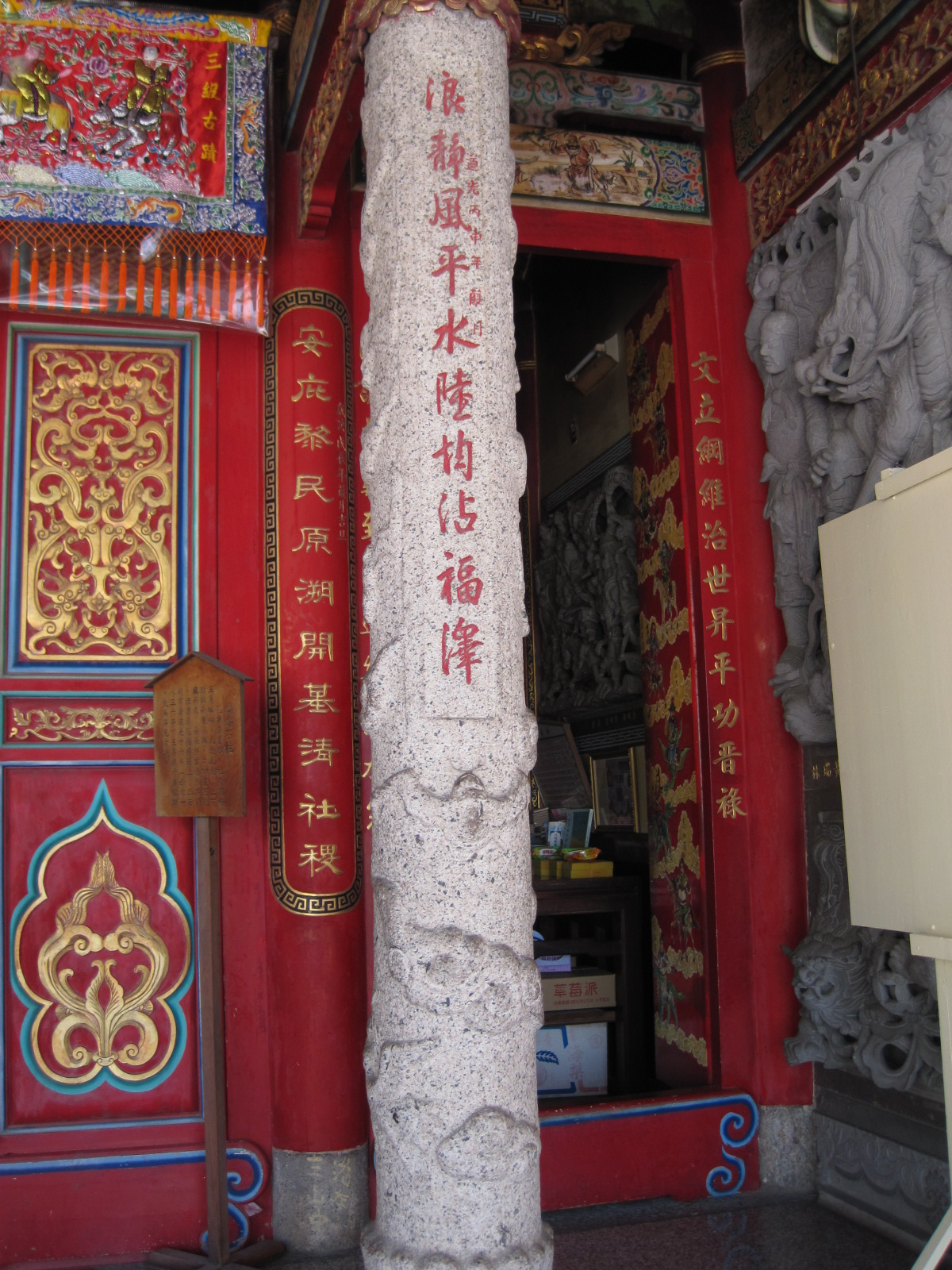
廟宇左側的蝙蝠石柱。
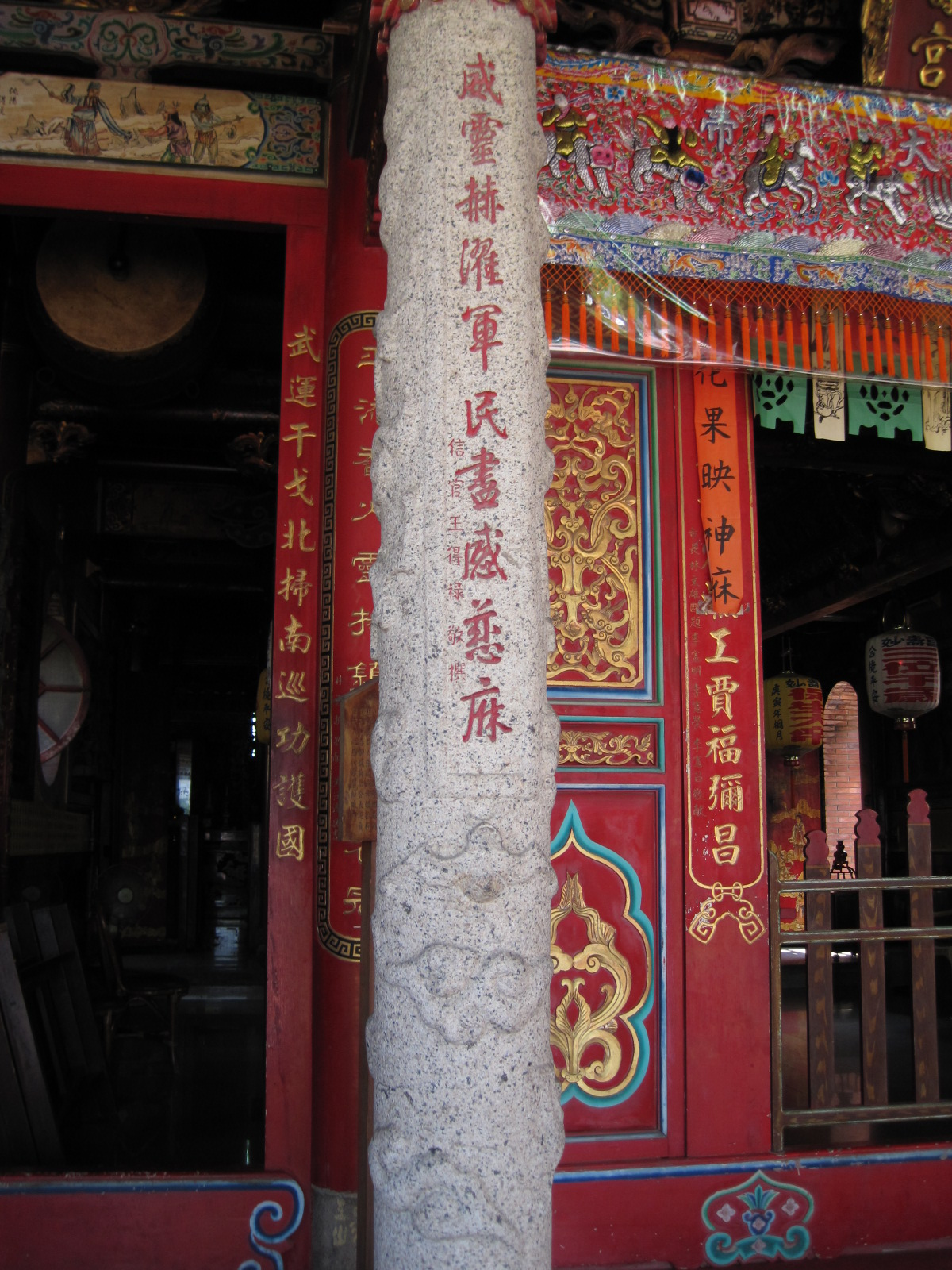
廟宇右側的蝙蝠石柱，上有王得祿的署名。
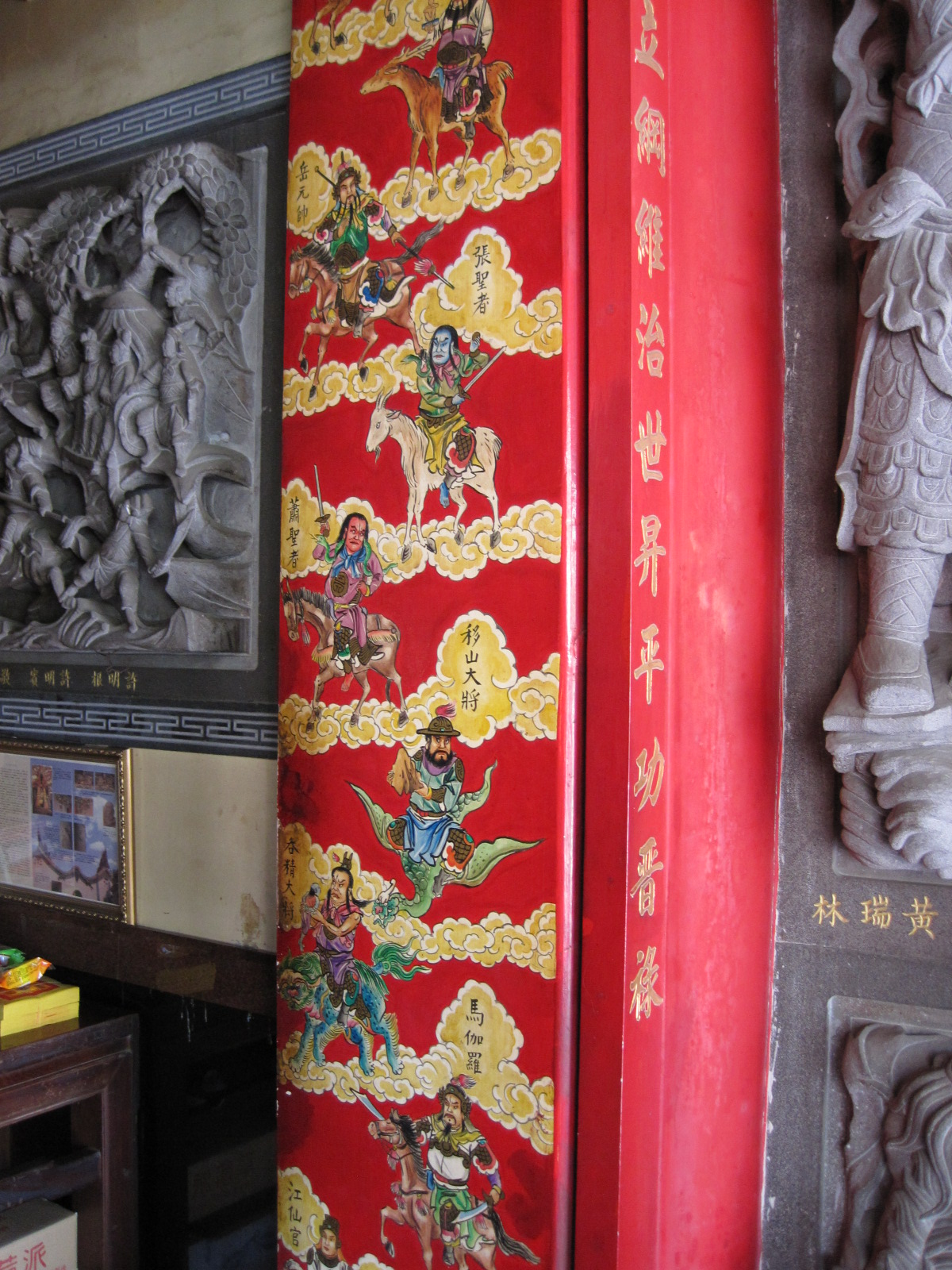
妙壽宮三十六官將側門。
妙壽宮二十四節氣側門。此門所繪為春天的節氣。